# Ralph Abraham
Ralph H. Abraham (4 de julio de 1936, Burlington, Vermont) es un matemático estadounidense. Es miembro del Departamento de Matemáticas en la Universidad de California en Santa Cruz desde 1968.

## Vida y obra
Ralph Abraham obtuvo su doctorado en la Universidad de Míchigan en 1960, y ha trabajado en UC Santa Cruz, la Universidad de California en Berkeley, la Universidad de Columbia, y en la Universidad de Princeton. También ha sido profesor visitante en Ámsterdam, París, Warwick (Inglaterra), Barcelona, Basel y Florencia. 
Fundó el Visual Math Institute en la Universidad de California en Santa Cruz en 1975, llamado en aquel entonces "Visual Mathematics Project". Es editor en World Futures y también en International Journal of Bifurcations and Chaos. Abraham es miembro de la Asociación Lindisfarne del historiador cultural William Irwin Thompson.
Abraham estuvo involucrado en el desarrollo de la teoría de sistemas dinámicos en los años 60s y 70s. Ha sido asesor en teoría del caos y en las aplicaciones de esta en varios campos, tales como fisiología médica, ecología, economía matemática, sicoterapia, etc.
Otro campo de interés para Abraham tiene que ver con maneras alternativas de expresar las matemáticas, por ejemplo, de manera visual o auditiva. Ha montado presentaciones que combinan matemáticas, artes visuales y música.
Abraham desarrolló interés en actividades "Hip" en Santa Cruz en los años 60s y puso en marcha un sitio web que reúne información al respecto. Él atribuye a su uso de la droga sicodélica DMT el que "su carrera haya virado hacia la búsqueda de las conexiones entre las matemáticas y la experiencia del Logos".

## Obras
Publicaciones
- 1978. Foundations of Mechanics, 2nd edn. With J.E. Marsden
- 1982. Manifolds, Tensor Analysis, and Applications, 2nd edn. With J.E. Marsden and T. Ratiu.
- 1992. Dynamics, the Geometry of Behavior, 2nd edn. With C.D. Shaw.
- 1992. Trialogues on the Edge of the West. With Terence McKenna and Rupert Sheldrake
- 1992. Chaos, Gaia, Eros.
- 1995. The Web Empowerment Book. With Frank Jas and Will Russell.
- 1995. Chaos in Discrete Dynamical Systems. With Laura Gardini and Christian Mira.[5]
- 1997. The Evolutionary Mind. With Terence McKenna and Rupert Sheldrake.
- 2000. The Chaos Avant-garde. With Yoshisuke Ueda.

Filmografía
- DMT, La Molécula Espiritual, como él mismo[6]

Lecturas adicionales
- Thomas A. Bass. The Eudaemonic Pie: describes some early experimenting with roulette prediction.